# Lotar Udo II
Lotar Udo II, w literaturze określany też niekiedy jako Udo III (zm. 4 marca lub maja 1082) – hrabia Stade, od 1057 margrabia Marchii Północnej.

## Życiorys
Lotar Udo II był synem hrabiego Stade Lotara Udona I oraz Adelajdy z Oeningen. W 1057 zmarł jego ojciec, w związku z czym Lotar Udo odziedziczył zarówno rodowe dobra w Stade i Dithmarschen, jak również otrzymał od cesarza Henryka III nadanie Marchii Północnej (ojciec Lotara Udona otrzymał to lenno krótko przed swoją śmiercią).
W 1062 arcybiskup Bremy Adalbert uzyskał zwierzchność lenną nad dobrami Lotara Udona w Stade. Jednak hrabstwo Lotara Udona zostało spustoszone przez Ordulfa Billunga, a krótko potem, w 1066, gdy Ordulf doprowadził do ucieczki Adalberta z jego biskupstwa, przejął też dużą część dóbr Lotara Udona. Ten jednak odzyskał stracone ziemie i korzystając z osłabienia Adalberta umocnił swoją pozycję w Saksonii.
W 1073 Lotar Udo stanął po stronie buntujących się panów saskich przeciwko królowi Niemiec Henrykowi IV Salickiemu. W 1075 brał udział w bitwie pod Homburgiem, podczas której odznaczył się w starciu ze swym kuzynem Rudolfem z Rheinfelden. Wskutek porażki, po bitwie poddał się królowi, oddając mu swego syna za zakładnika. Jednak już w 1077 Lotar Udo prawdopodobnie wziął udział w elekcji Rudolfa z Rheinfelden (który w międzyczasie przeszedł do obozu przeciwnego królowi) na antykróla Niemiec.

## Rodzina
Żoną Lotara Udona była Oda (zm. w 1110), córka hrabiego Werl Hermana III. Mieli sześcioro dzieci:
- Henryk I, następca ojca jako margrabia Marchii Północnej,
- Lotar Udo III, następca brata Henryka jako margrabia Marchii Północnej,
- Zygfryd, kanonik i prepozyt w Magdeburgu,
- Rudolf I, następca brata Lotara Udona jako margrabia Marchii Północnej,
- Adelajda, żona palatyna saskiego Fryderyka z Goseck, a następnie hrabiego z Turyngii Ludwika Skoczka,
- córka nieznanego imienia, ksieni w Alsleben.